# Piłaki Wielkie
Piłaki Wielkie (deutsch Groß Pillacken, 1923 bis 1945 Steinwalde) ist ein Dorf in der polnischen Woiwodschaft Ermland-Masuren, das zur Landgemeinde Pozezdrze (Possessern, 1938 bis 1945 Großgarten) im Powiat Węgorzewski (Kreis Angerburg) gehört.

## Geographische Lage

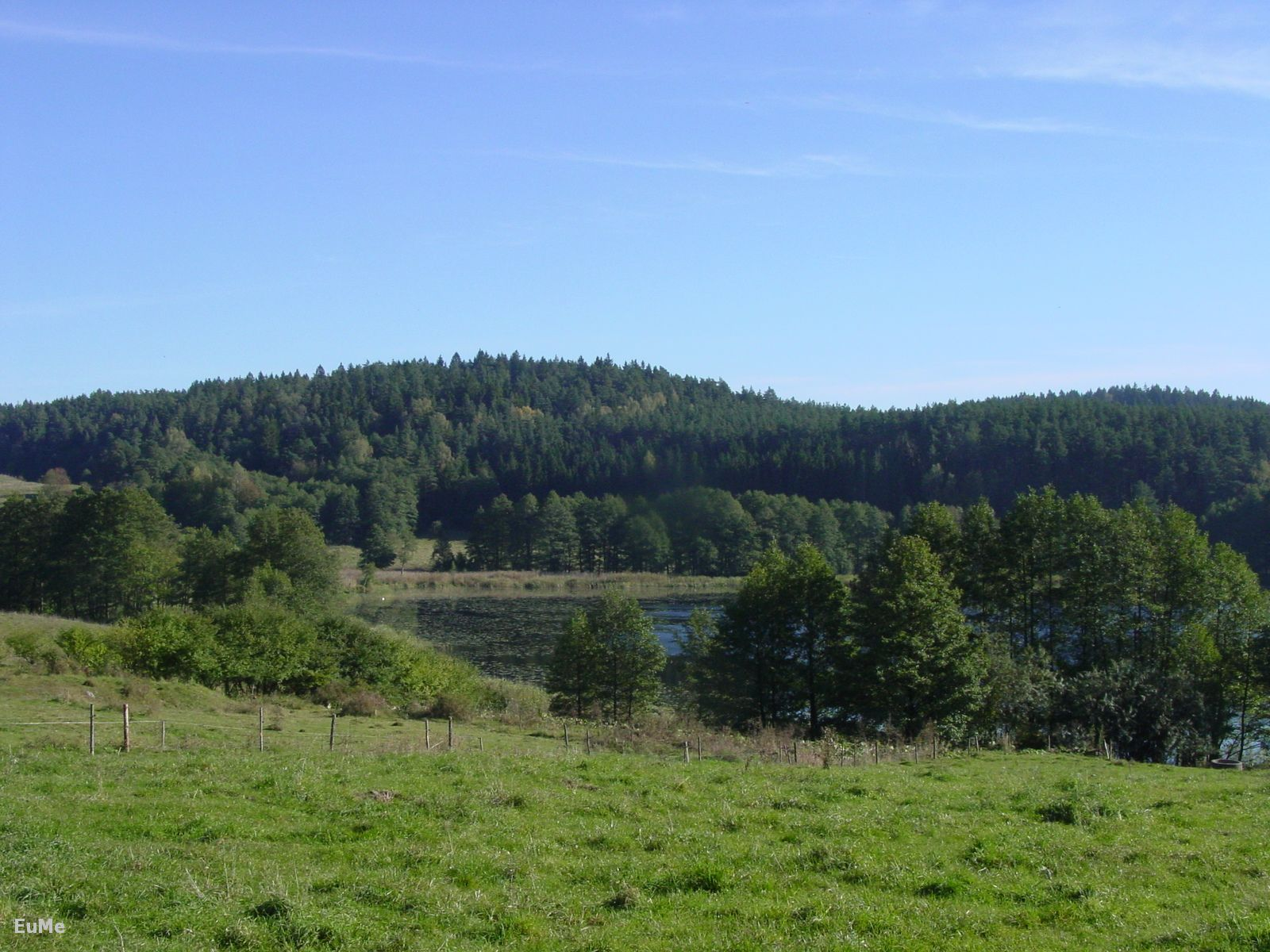
Blick auf die Pillacker Berge (Pilackie Wzgórza)

Piłaki Wielkie liegt im Nordosten der Woiwodschaft Ermland-Masuren, 14 Kilometer östlich der Kreisstadt Węgorzewo (Angerburg). Im Südosten des Dorfes erstreckt sich das Waldnaturreservat (Reserwat leśny) und Naturschutzgebiet Pilackie Wzgórza (Pillacker Berge) mit dem 219 Meter hohen Góra Piłaki (Pillacker Berg).

## Geschichte
Im Jahre 1549 wurde das damalige Groß Pillayken gegründet. Es bestand vor 1945 aus dem Dorf und einzelnen Waldarbeitergehöften. Als 1874 der Amtsbezirk Grodzisko (polnisch Grodzisko) errichtet wurde, wurde Groß Pillacken eingegliedert. Der Amtsbezirk Grodzisko – von 1926 bis 1938 in „Amtsbezirk Schloßberg“, von 1939 bis 1945 in „Amtsbezirk Heidenberg“ umbenannt – gehörte zeit seines Bestehens zum Kreis Angerburg im Regierungsbezirk Gumbinnen der preußischen Provinz Ostpreußen.
Im Jahr 1910 verzeichnete Groß Pillacken 328 Einwohner. Ihre Zahl stieg bis 1933 auf 356 und betrug 1939 bereits 363. Am 14. Februar 1923 wurde Groß Pillacken in Steinwalde umbenannt.
Als Kriegsfolge kam das Dorf 1945 mit dem gesamten südlichen Ostpreußen zu Polen und trägt seither den Namen Piłaki Wielkie. Heute ist das Dorf Sitz eines Schulzenamtes (polnisch Sołectwo) und eine Ortschaft im Verbund der Landgemeinde Pozezdrze im Powiat Węgorzewski, vor 1998 der Woiwodschaft Suwałki, seitdem der Woiwodschaft Ermland-Masuren zugehörig.

## Religionen
Groß Pillacken war bis 1945 in das Kirchspiel der evangelischen Kirche in Kutten (polnisch Kuty) im Kirchenkreis Angerburg in der Kirchenprovinz Ostpreußen der Kirche der Altpreußischen Union eingepfarrt bzw. gehörte zur katholischen Pfarrei in Angerburg im Bistum Ermland.
Heute ist Piłaki Wielkie ein Teil der katholischen Pfarrei in Kuty im Dekanat Węgorzewo im Bistum Ełk (Lyck) der Katholischen Kirche in Polen bzw. der evangelischen Kirche in Węgorzewo (Angerburg), einer Filialkirche von Giżycko (Lötzen) in der Diözese Masuren der Evangelisch-Augsburgischen Kirche in Polen.

## Verkehr
Piłaki Wielkie liegt an einer unbedeutenden Nebenstraße, die westlich von Banie Mazurskie (Benkheim) von der polnischen Woiwodschaftsstraße 650 (einstige deutsche Reichsstraße 136) abzweigt und in südlicher Richtung über Piłaki Małe (Klein Pillacken, 1923 bis 1945 Lindenwiese) nach Gębałka (Gembalken) führt. 